# Michael Douglas
Michael Kirk Douglas (New Brunswick, 25 de setembro de 1944) é um  ator e produtor aposentado norte-americano, de origem judaica. Ganhou o Oscar de Melhor Ator Principal pela performance no filme Wall Street. Filho do conhecido ator Kirk Douglas e irmão do também ator Eric Douglas, é casado com a atriz Catherine Zeta-Jones.

## Biografia

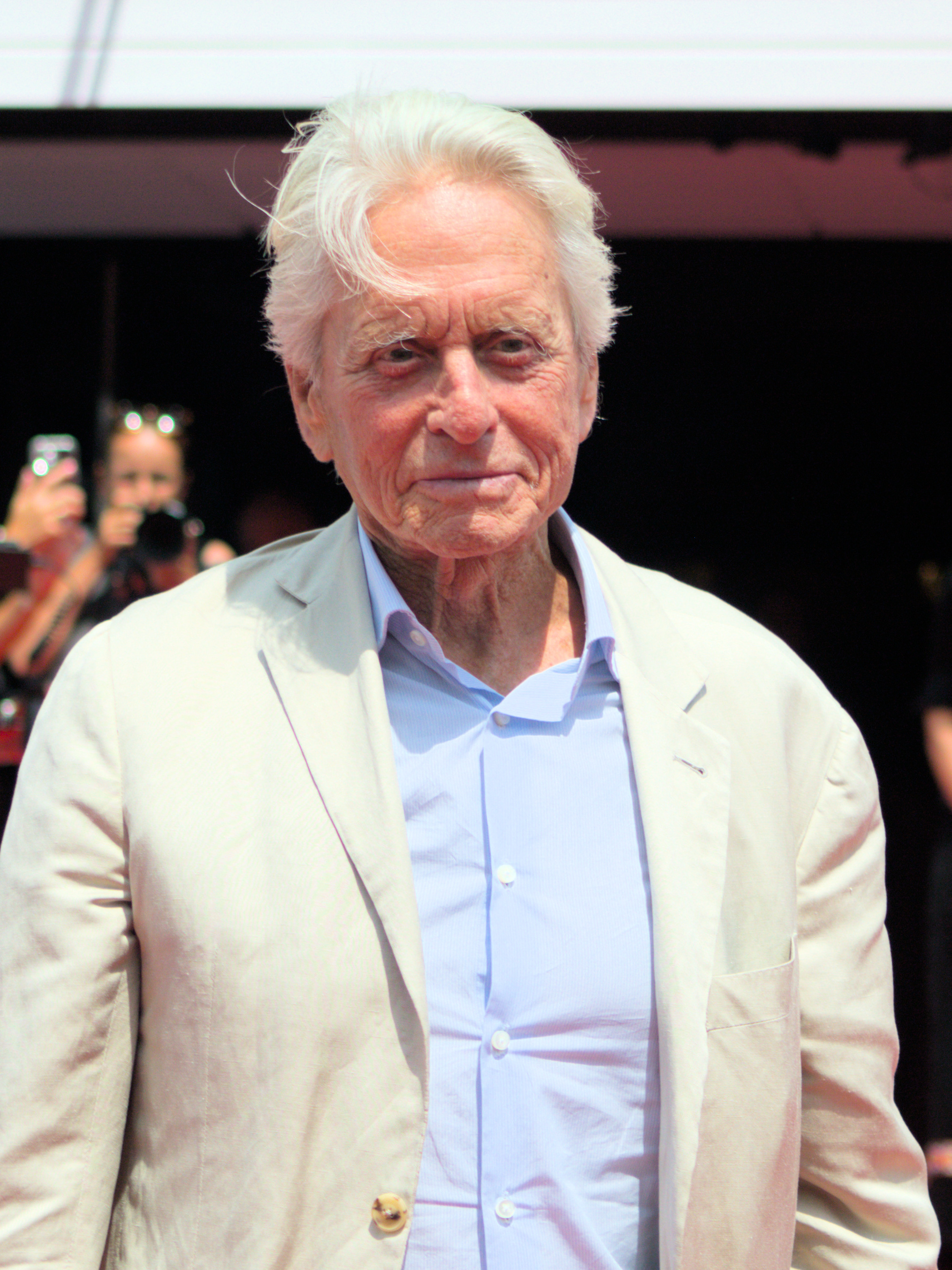
Michael Douglas em 2025.

Michael Douglas graduou-se em 1968 na Choate School University de Santa Barbara, em American Place Theatre. Ficou conhecido do público ao estrelar para a televisão o seriado "The Streets of San Francisco" (ao lado do veterano ator Karl Malden). Mas ganharia renome nos meios cinematográficos quando produziu "One Flew Over the Cuckoo's Nest". Esse filme era um projeto pessoal de seu pai, Kirk Douglas, que havia adquirido os direitos nos anos 60. Quando assumiu a produção, Michael teve que convencer seu pai a deixar o papel para Jack Nicholson, que considerava ser o ator mais indicado. Michael produziu e atuou em "Síndrome da China" com Jane Fonda e Jack Lemmon. Considerado no lançamento um filme sem interesse, espantou a todos quando treze dias depois ocorreu o acidente na usina nuclear de "Three Mile Island".
Nos anos 80, Douglas trabalharia sem cessar, em sucessos como Romancing the Stone e Wall Street o que lhe afetaria e o levaria a passar por uma crise por consumo de drogas e álcool. Ao ser internado em uma clínica para recuperação, Michael ficou irritado quando um tablóide publicou que ele queria se tratar de seu "vício em sexo". Douglas estrelaria ainda "Um Dia de Fúria" e filmes sobre mulheres dominadoras como Fatal Attraction com Glenn Close, Disclosure com Demi Moore e The War of the Roses com Kathleen Turner. Ainda que sua carreira esteja cheia de sucessos, o filme erótico e de suspense de Paul Verhoven, Basic Instinct (1992), lhe deu grande destaque ao lado de Sharon Stone.
Ganhou o Oscar de melhor ator em 1987, pelo filme Wall Street, com os nomeados Marcello Mastroianni, Jack Nicholson e Robin Williams.
Teve como parceiros habituais Kathleen Turner e Danny DeVito, com quem trabalhou em pelo menos três filmes.

## Filmografia
| Ano  | Título original                   | Título no Brasil                     | Título em Portugal                   | Papel                                         | Função                           |  |
| ---- | --------------------------------- | ------------------------------------ | ------------------------------------ | --------------------------------------------- | -------------------------------- |  |
| 1966 | Cast a Giant Shadow               |                                      |                                      | motorista de jipe                             | papel secundário (não creditado) |  |
| 1969 | Hail, Hero!                       | O protesto                           |                                      | Carl Dixon                                    |                                  |  |
| 1970 | Adam at Six A.M.                  |                                      |                                      | Adam Gaines                                   |                                  |  |
| 1971 | Summertree                        |                                      |                                      | Jerry                                         |                                  |  |
| 1972 | Napoleon and Samantha             | A Árvore da Solidão                  |                                      | Danny                                         |                                  |  |
| 1975 | One Flew Over the Cuckoo's Nest   | Um estranho no ninho                 | Voando sobre um ninho de Cucos       |                                               | (produtor)                       |  |
| 1978 | Coma                              | Coma                                 |                                      | Dr. Mark Bellows                              |                                  |  |
| 1979 | Running                           | Michael vs. Michael                  |                                      | Michael Andropolis                            |                                  |  |
| 1979 | The China Syndrome                | Síndrome da China                    |                                      | Richard Adams                                 | (ator/produtor)                  |  |
| 1980 | It's My Turn                      | Esta é minha chance                  |                                      | Ben Lewin                                     |                                  |  |
| 1983 | The Star Chamber                  | O Esquadrão da Justiça               |                                      | Juiz Steven R. Hardin                         |                                  |  |
| 1984 | Romancing the Stone               | Tudo por uma esmeralda               | Em Busca da Esmeralda Perdida        | Jack Colton                                   | (ator/produtor)                  |  |
| 1985 | A Chorus Line                     | Chorus Line - Em busca da fama       |                                      | Zach                                          |                                  |  |
| 1985 | The Jewel of the Nile             | A jóia do Nilo                       |                                      | Jack Colton                                   | (ator/produtor)                  |  |
| 1987 | Wall Street                       | Wall Street - Poder e cobiça         |                                      | Gordon Gekko                                  | Oscar de melhor ator             |  |
| 1987 | Fatal Attraction                  | Atração fatal                        |                                      | Dan Gallagher                                 |                                  |  |
| 1989 | The War of the Roses              | A guerra dos Roses                   | A Guerra das Rosas                   | Oliver Rose                                   |                                  |  |
| 1989 | Black Rain                        | Chuva negra                          |                                      | Nick Conklin                                  |                                  |  |
| 1992 | Basic Instinct                    | Instinto selvagem                    |                                      | Nick Curran                                   |                                  |  |
| 1992 | Shining Through                   | Uma luz na escuridão                 | Uma luz na escuridão                 | Ed Leland                                     |                                  |  |
| 1993 | Falling Down                      | Um dia de fúria                      | Um dia de fúria                      | William "D-Fens" Foster                       |                                  |  |
| 1994 | Disclosure                        | Assédio Sexual                       | Assédio Sexual                       | Tom Sanders                                   |                                  |  |
| 1995 | The American President            | Meu Querido Presidente               | Meu Querido Presidente               | Presidente dos Estados Unidos Andrew Shepherd |                                  |  |
| 1996 | The Ghost and the Darkness        | A sombra e a escuridão               | A sombra e a escuridão               | Charles Remington                             | (ator/produtor executivo)        |  |
| 1997 | The Game                          | Vidas em jogo                        | Vidas em jogo                        | Nicholas van Orton                            |                                  |  |
| 1998 | A Perfect Murder                  | Um crime perfeito                    | Um crime perfeito                    | Steven Taylor                                 |                                  |  |
| 2000 | Traffic                           | Traffic                              | Traffic                              | Robert Wakefield                              |                                  |  |
| 2000 | Wonder Boys                       | Garotos incríveis                    | Garotos incríveis                    | Professor Grady Tripp                         |                                  |  |
| 2001 | Don't Say a Word                  | Refém do Silêncio                    | Refém do Silêncio                    | Dr. Nathan R. Conrad                          |                                  |  |
| 2001 | One Night at McCool's             | One Night at McCool's                | One Night at McCool's                | Mr. Burmeister                                | (ator/produtor)                  |  |
| 2003 | The In-Laws                       | Até Que os Parentes Nos Separem      | Até Que os Parentes Nos Separem      | Steve Tobias                                  |                                  |  |
| 2003 | It Runs in the Family             | Acontece nas Melhores Famílias       |                                      | Alex Gromberg                                 |                                  |  |
| 2006 | You, Me and Dupree                | Dois é Bom, Três é Demais            | Eu, Tu e o Emplastro                 | Sr. Bob Thompson                              |                                  |  |
| 2006 | The Sentinel                      | Sentinela                            | Sentinela                            | Pete Garrison                                 | (ator/produtor)                  |  |
| 2007 | King of California                | King of California                   | King of California                   | Charlie                                       | ator                             |  |
| 2009 | Ghosts of Girlfriends Past        | Minhas Adoráveis Ex-namoradas        | Minhas Adoráveis Ex-namoradas        | Tio Wayne                                     |                                  |  |
| 2009 | Beyond a Reasonable Doubt         | Acima de Qualquer Suspeita           | Acima de Qualquer Suspeita           |                                               |                                  |  |
| 2009 | Solitary Man                      | O Solteirão                          |                                      | Ben Kalmen                                    |                                  |  |
| 2010 | Wall Street: Money Never Sleeps   | Wall Street: O Dinheiro Nunca Dorme  | Wall Street: O Dinheiro Não Dorme    | Gordon Gekko                                  | Ator                             |  |
| 2012 | Haywire                           | Haywire                              | Haywire                              | Oliver                                        | Ator                             |  |
| 2013 | Behind the Candelabra             | Behind the Candelabra                | Behind the Candelabra                | Liberace                                      | Ator                             |  |
| 2013 | Last Vegas                        | Última Viagem a Vegas                |                                      | Billy                                         | Ator                             |  |
| 2015 | Ant-Man                           | Homem-Formiga                        | Homem-Formiga                        | Hank Pym                                      | Ator                             |  |
| 2018 | Ant-Man and the Wasp              | Homem-Formiga e a Vespa              | Homem-Formiga e a Vespa              | Hank Pym                                      | Ator                             |  |
| 2018 | The Kominsky Method               | The Kominsky Method                  | The Kominsky Method                  | Sandy Kominsky                                | Ator                             |  |
| 2018 | Animal World                      | Mundo Animal Mr.Anderson             | Mundo Animal Mr.Anderson             | Mundo Animal Mr.Anderson                      | Ator                             |  |
| 2019 | Avengers: Endgame                 | Vingadores: Ultimato                 | Vingadores: Fim de Jogo              | Hank Pym                                      | Ator                             |  |
| 2021 | What...?                          | Oq Aconteceria Se...?                | Oq Aconteceria Se...?                | Hank Pym / Jaqueta Amarela (voz)              |                                  |  |
| 2022 | Ant-Man and The Wasp: Quantumania | Homem-Formiga e a Vespa: Quantumania | Homem-Formiga e a Vespa: Quantumania | Hank Pym                                      | Ator                             |  |

## Vida pessoal
Foi casado com Diandra Luker entre 1977 e 2000 de quem tem um filho, Cameron Douglas nascido a 13 de dezembro de 1978. O filho, preso em 2010, foi condenado ao cárcere até 2018 por posse e tráfico de entorpecentes.
É casado com a também atriz Catherine Zeta-Jones.
Em 2010 anunciou que contraiu um tumor na garganta e iniciou o tratamento. Descobriu depois que era HPV que contraíra com sexo oral.

## Árvore genealógica
|                 |                 |                 |                 |                 |                 |  |  |                       |                       |                       |                       |                       |                       |  |  |                      |                      |                      |                      |                      |                      |  |  |                |                |                |                |                |                |              |              |               |               |               |               |               |               |  |  |               |               |               |               |               |               |              |              |               |               |               |               |               |               |  |  |  |  |  |  |  |  |
|                 |                 |                 |                 |                 |                 |  |  | Diana Douglas         | Diana Douglas         | Diana Douglas         | Diana Douglas         | Diana Douglas         | Diana Douglas         |  |  |                      |                      |                      |                      |                      |                      |  |  |                |                | Kirk Douglas   | Kirk Douglas   | Kirk Douglas   | Kirk Douglas   | Kirk Douglas | Kirk Douglas |               |               |               |               |               |               |  |  |               |               | Anne Buydens  | Anne Buydens  | Anne Buydens  | Anne Buydens  | Anne Buydens | Anne Buydens |               |               |               |               |               |               |  |  |  |  |  |  |  |  |
|                 |                 |                 |                 |                 |                 |  |  | Diana Douglas         | Diana Douglas         | Diana Douglas         | Diana Douglas         | Diana Douglas         | Diana Douglas         |  |  |                      |                      |                      |                      |                      |                      |  |  |                |                | Kirk Douglas   | Kirk Douglas   | Kirk Douglas   | Kirk Douglas   | Kirk Douglas | Kirk Douglas |               |               |               |               |               |               |  |  |               |               | Anne Buydens  | Anne Buydens  | Anne Buydens  | Anne Buydens  | Anne Buydens | Anne Buydens |               |               |               |               |               |               |  |  |  |  |  |  |  |  |
|                 |                 |                 |                 |                 |                 |  |  |                       |                       |                       |                       |                       |                       |  |  |                      |                      |                      |                      |                      |                      |  |  |                |                |                |                |                |                |              |              |               |               |               |               |               |               |  |  |               |               |               |               |               |               |              |              |               |               |               |               |               |               |  |  |  |  |  |  |  |  |
|                 |                 |                 |                 |                 |                 |  |  |                       |                       |                       |                       |                       |                       |  |  |                      |                      |                      |                      |                      |                      |  |  |                |                |                |                |                |                |              |              |               |               |               |               |               |               |  |  |               |               |               |               |               |               |              |              |               |               |               |               |               |               |  |  |  |  |  |  |  |  |
|                 |                 |                 |                 |                 |                 |  |  |                       |                       |                       |                       |                       |                       |  |  |                      |                      |                      |                      |                      |                      |  |  |                |                |                |                |                |                |              |              |               |               |               |               |               |               |  |  |               |               |               |               |               |               |              |              |               |               |               |               |               |               |  |  |  |  |  |  |  |  |
| Diandra Luker   | Diandra Luker   | Diandra Luker   | Diandra Luker   | Diandra Luker   | Diandra Luker   |  |  | Michael Douglas       | Michael Douglas       | Michael Douglas       | Michael Douglas       | Michael Douglas       | Michael Douglas       |  |  | Catherine Zeta-Jones | Catherine Zeta-Jones | Catherine Zeta-Jones | Catherine Zeta-Jones | Catherine Zeta-Jones | Catherine Zeta-Jones |  |  | Joel Douglas   | Joel Douglas   | Joel Douglas   | Joel Douglas   | Joel Douglas   | Joel Douglas   |              |              | Peter Douglas | Peter Douglas | Peter Douglas | Peter Douglas | Peter Douglas | Peter Douglas |  |  | Lisa Schoeder | Lisa Schoeder | Lisa Schoeder | Lisa Schoeder | Lisa Schoeder | Lisa Schoeder |              |              | Eric Douglas  | Eric Douglas  | Eric Douglas  | Eric Douglas  | Eric Douglas  | Eric Douglas  |  |  |  |  |  |  |  |  |
| Diandra Luker   | Diandra Luker   | Diandra Luker   | Diandra Luker   | Diandra Luker   | Diandra Luker   |  |  | Michael Douglas       | Michael Douglas       | Michael Douglas       | Michael Douglas       | Michael Douglas       | Michael Douglas       |  |  | Catherine Zeta-Jones | Catherine Zeta-Jones | Catherine Zeta-Jones | Catherine Zeta-Jones | Catherine Zeta-Jones | Catherine Zeta-Jones |  |  | Joel Douglas   | Joel Douglas   | Joel Douglas   | Joel Douglas   | Joel Douglas   | Joel Douglas   |              |              | Peter Douglas | Peter Douglas | Peter Douglas | Peter Douglas | Peter Douglas | Peter Douglas |  |  | Lisa Schoeder | Lisa Schoeder | Lisa Schoeder | Lisa Schoeder | Lisa Schoeder | Lisa Schoeder |              |              | Eric Douglas  | Eric Douglas  | Eric Douglas  | Eric Douglas  | Eric Douglas  | Eric Douglas  |  |  |  |  |  |  |  |  |
|                 |                 |                 |                 |                 |                 |  |  |                       |                       |                       |                       |                       |                       |  |  |                      |                      |                      |                      |                      |                      |  |  |                |                |                |                |                |                |              |              |               |               |               |               |               |               |  |  |               |               |               |               |               |               |              |              |               |               |               |               |               |               |  |  |  |  |  |  |  |  |
|                 |                 |                 |                 |                 |                 |  |  |                       |                       |                       |                       |                       |                       |  |  |                      |                      |                      |                      |                      |                      |  |  |                |                |                |                |                |                |              |              |               |               |               |               |               |               |  |  |               |               |               |               |               |               |              |              |               |               |               |               |               |               |  |  |  |  |  |  |  |  |
|                 |                 |                 |                 |                 |                 |  |  |                       |                       |                       |                       |                       |                       |  |  |                      |                      |                      |                      |                      |                      |  |  |                |                |                |                |                |                |              |              |               |               |               |               |               |               |  |  |               |               |               |               |               |               |              |              |               |               |               |               |               |               |  |  |  |  |  |  |  |  |
| Cameron Douglas | Cameron Douglas | Cameron Douglas | Cameron Douglas | Cameron Douglas | Cameron Douglas |  |  | Dylan Michael Douglas | Dylan Michael Douglas | Dylan Michael Douglas | Dylan Michael Douglas | Dylan Michael Douglas | Dylan Michael Douglas |  |  | Carys Zeta Douglas   | Carys Zeta Douglas   | Carys Zeta Douglas   | Carys Zeta Douglas   | Carys Zeta Douglas   | Carys Zeta Douglas   |  |  | Kelsey Douglas | Kelsey Douglas | Kelsey Douglas | Kelsey Douglas | Kelsey Douglas | Kelsey Douglas |              |              | Tyler Douglas | Tyler Douglas | Tyler Douglas | Tyler Douglas | Tyler Douglas | Tyler Douglas |  |  | Ryan Douglas  | Ryan Douglas  | Ryan Douglas  | Ryan Douglas  | Ryan Douglas  | Ryan Douglas  |              |              | Jason Douglas | Jason Douglas | Jason Douglas | Jason Douglas | Jason Douglas | Jason Douglas |  |  |  |  |  |  |  |  |
| Cameron Douglas | Cameron Douglas | Cameron Douglas | Cameron Douglas | Cameron Douglas | Cameron Douglas |  |  | Dylan Michael Douglas | Dylan Michael Douglas | Dylan Michael Douglas | Dylan Michael Douglas | Dylan Michael Douglas | Dylan Michael Douglas |  |  | Carys Zeta Douglas   | Carys Zeta Douglas   | Carys Zeta Douglas   | Carys Zeta Douglas   | Carys Zeta Douglas   | Carys Zeta Douglas   |  |  | Kelsey Douglas | Kelsey Douglas | Kelsey Douglas | Kelsey Douglas | Kelsey Douglas | Kelsey Douglas |              |              | Tyler Douglas | Tyler Douglas | Tyler Douglas | Tyler Douglas | Tyler Douglas | Tyler Douglas |  |  | Ryan Douglas  | Ryan Douglas  | Ryan Douglas  | Ryan Douglas  | Ryan Douglas  | Ryan Douglas  |              |              | Jason Douglas | Jason Douglas | Jason Douglas | Jason Douglas | Jason Douglas | Jason Douglas |  |  |  |  |  |  |  |  |